# Pont Dorchester
Le pont Dorchester, qui enjambe la rivière Saint-Charles, est situé dans la ville de Québec. Il relie le quartier Saint-Roch à celui du Vieux-Limoilou. Malgré son nom, ce pont n'est pas le prolongement de l'avoisinante rue Dorchester, mais bien de la rue du Pont et de la 3e avenue. 

## Origine du nom
Son nom rappelle la mémoire de Guy Carleton, lord Dorchester.

## Historique
Un premier pont nommé Dorchester est construit dans la Basse-Ville de Québec en 1789, sur le site de l'actuel Pont Drouin et où passe de nos jours la rue de la Croix-Rouge. Le nom provient de Guy Carleton, baron de Dorchester, qui a permis la réalisation du pont à péage. 
En 1882, il est reconstruit un peu plus à l'est puisqu'il se faisait trop fragile. Ce nouveau pont, d'initiative privée, est long de 600 pi (183 m) et large de 28 pi (9 m). Il permettait alors d'éviter de faire un long détour pour accéder aux marchés de la Bsse-Ville, en échange d'un péage.
Sa tarification a causé de nombreux remous dans la ville, et on y rapporte une émeute le 1er juin 1860 et le 4 juillet 1903, Le Soleil s'en insurge et réclame sa gratuité.
En 1911, il est racheté par la Ville de Québec, qui abolit le péage et entreprend son remplacement par une structure d'acier en 1913. Il est de nouveau démoli et reconstruit avec un revêtement de béton en 1972.

## Toponymie
La rue du pont a été nommée en lien avec le Pont Dorchester, en 1876, dans la ville de Québec.

## Galerie

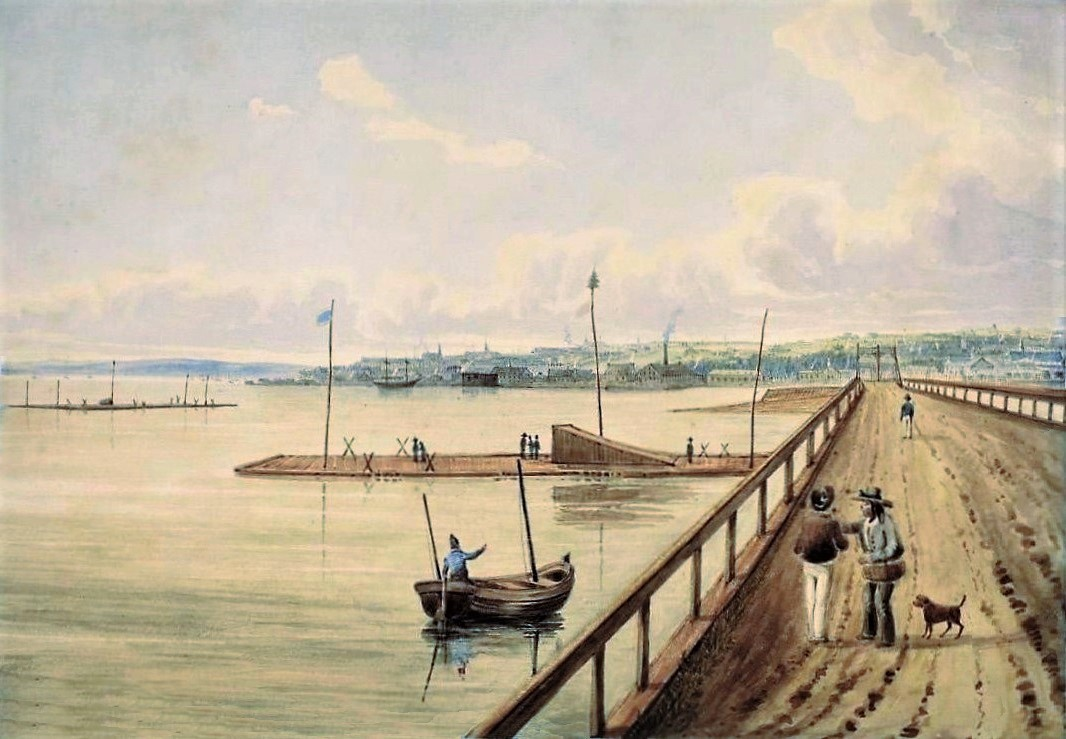
Québec vue du pont Dorchester, vers 1830
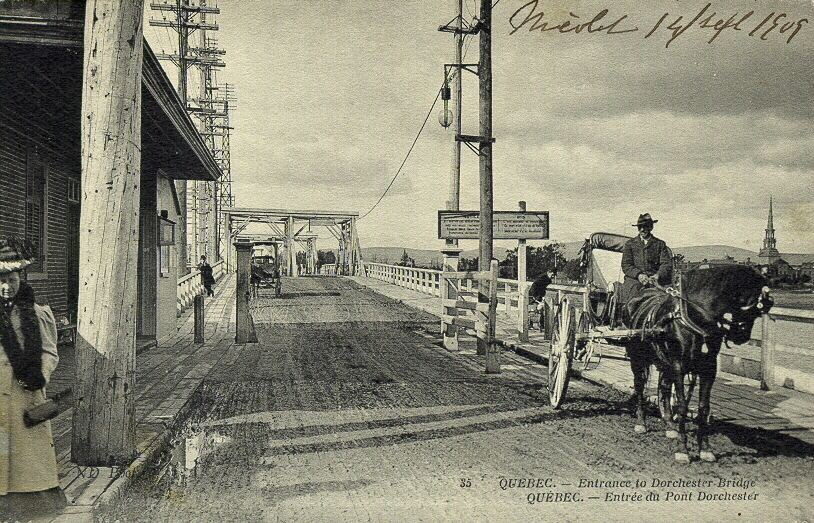
L'entrée du pont de bois à péage, en 1907
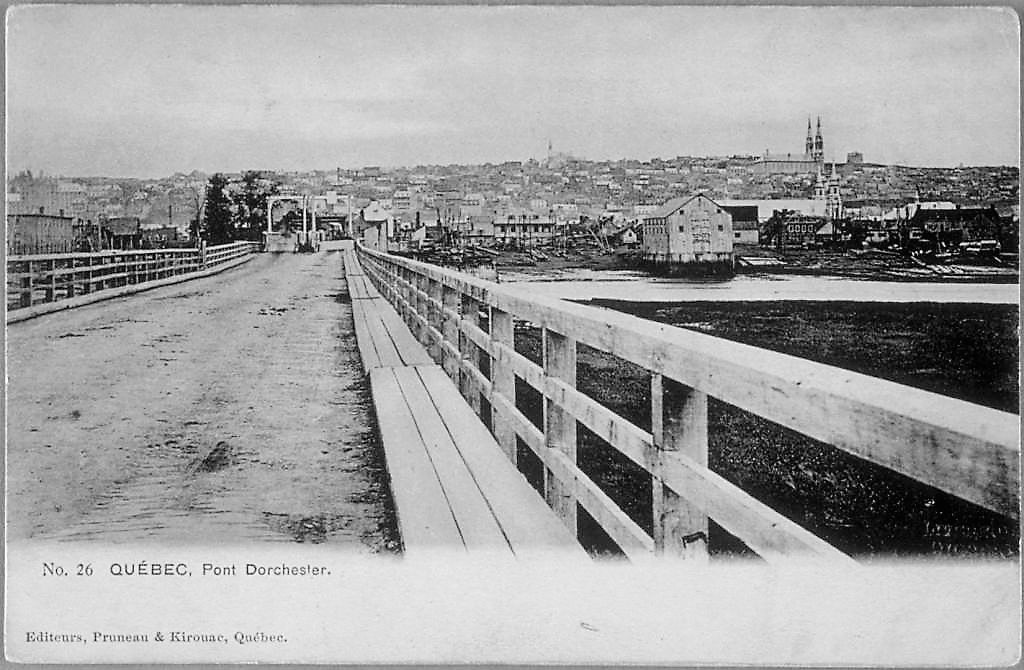
Vue du quartier Saint-Roch et de la haute-ville au début du XXe siècle
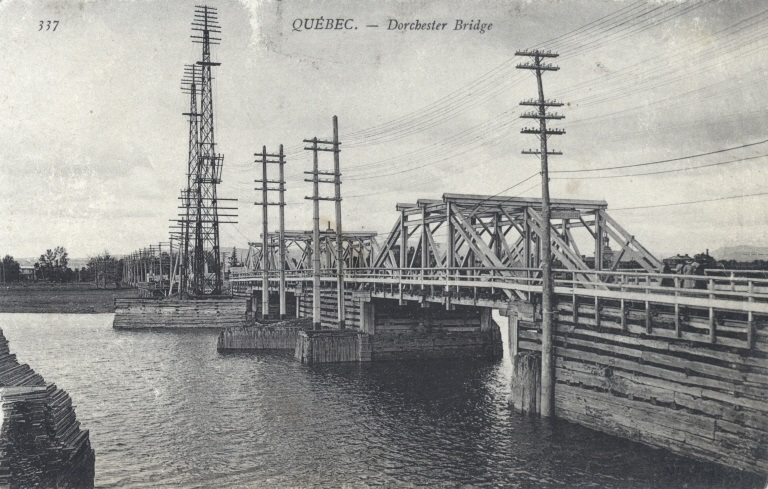
Le pont Dorchester (1820-1913), sur une photographie de 1907